# С-35
С-35 — советская дизель-электрическая торпедная подводная лодка серии IX-бис-2, тип С — «Средняя» времён Второй мировой войны. Построена в 1940—1948 годах, входила в состав Черноморского флота и Каспийской флотилии, списана в 1956 году.

## История строительства
Заложена 23 февраля 1940 года на заводе № 198 в Николаеве по проекту IX-бис под заводским номером 360. На начало Великой Отечественной войны имела готовность чуть более 50 % и планировалась к достройке до конца 1941 года. Спущена на воду 17 июля 1941 года, в августе переведена на буксире в Севастополь, а осенью — в Поти, где с группой других недостроенных кораблей была законсервирована до конца войны.
23 июля 1946 года С-35 прибыла обратно на завод в Николаев для достройки, доделывалась с усовершенствованиями по проекту IX-бис-2, став единственной такой лодкой на Чёрном море: C-31 — C-34 были достроены до войны и принимали в ней участие, а С-36 — С-38 до начала боевых действий ещё не были спущены на воду, и в итоге остались в оккупированном Николаеве и никогда не были достроены.

## История службы
6 февраля 1948 года С-35 вступила в строй, 13 февраля включена в состав Черноморского флота, базировалась на Поти, вошла в 1-й отдельный Севастопольский Краснознамённый дивизион подводных лодок.
С 1951 года передана в состав новообразованной 154-й отдельной Севастопольской Краснознамённой бригады подводных лодок с прежним местом базирования. В 1951—1952 годах прошла ремонт. В 1954 году переведена в Баку и вошла в состав Каспийской военной флотилии. 17 февраля 1956 года С-35 была выведена из боевого состава и вскоре переоборудована в плавучую зарядовую станцию, переименована в ПЗС-36, а в конце года — в ЗАС-6. В этом качестве прослужила несколько лет, после чего 15 марта 1962 года была исключена из списков флота и отправлена на утилизацию.

## Командиры
- 1941—1943: В. М. Белозерский; С 1945 года он же командовал группой кораблей консервации, включавшей С-35[2];
- 1947—1950: М. В. Леонов;
- 1950—1951: М. Л. Шлеонский;
- 1951—1952: П. П. Кулик;
- 1952—1954: И. Д. Рязанов.